# Bryodema croatica
Bryodema croatica är en insektsart som beskrevs av Frederick Everard Zeuner 1942. Bryodema croatica ingår i släktet Bryodema och familjen gräshoppor. Inga underarter finns listade i Catalogue of Life.